# 第一代安特里姆侯爵兰德尔·麦克唐纳
兰德尔·麦克唐纳，第二代安特里姆伯爵，第一代安特里姆侯爵（英語：Randal MacDonnell，2nd Earl of Antrim，1st Marquess of Antrim，1609年—1683年2月3日），苏格兰、爱尔兰贵族，国王查理一世支持者，参与了三国之战。